# Antonio Camacho Benítez
Antonio Camacho Benítez (Málaga, 24 de mayo de 1892-México, 1974) fue un militar español que luchó en la guerra civil española en defensa de la Segunda República, encuadrado en las Fuerzas Aéreas de la República Española.

## Biografía
Nacido en Málaga en 1892, procedía del Arma de intendencia cuando asistió a un curso de pilotos en el Aeródromo de Cuatro Vientos y se licenció en el Arma de aviación. Realizó servicios durante la guerra del Rif, con salidas para el abastecimiento de posiciones, ametrallamiento de columnas enemigas, vuelos de reconocimiento, etc. En octubre de 1924, durante una misión, fue herido y su avión derribado, pero durante varias semanas mantuvo la defensa de su posición, lo que le valió la concesión de una Medalla militar individual y el ascenso a comandante por méritos de guerra. En 1927, durante los últimos años del reinado de Alfonso XIII, fue ascendido a teniente coronel y nombrado gentilhombre de cámara con ejercicio, en reconocimiento a su actividad durante las campañas africanas; Hasta ese año había permanecido en Marruecos realizando servicios ininterrumpidos.
Después de la proclamación de la II República en 1931, cinco años después ostentaba el mando de la Base Aérea de Getafe y de la 1.ª Escuadra Aérea. Cuando tuvo lugar el Golpe de Estado que desembocó en la Guerra civil, logró mantener fieles para el gobierno tanto la base como la unidad aérea. Durante la contienda ocupó importantes cargos militares, siendo nombrado Subsecretario en 1936, de Aire durante el ministerio de Indalecio Prieto. En esta etapa reorganizó profundamente las Fuerzas aéreas republicanas, organizando la defensa aérea de la retaguardia republicana, etc. También fue jefe de la 1.ª Región Aérea, con base en Alcalá de Henares, y en 1938 fue nombrado jefe de las Fuerzas aéreas de la zona centro-sur, siendo sustituido en la Subsecretaría por el teniente coronel Carlos Núñez Mazas. En las últimas semanas de la guerra se mostró partidario del Consejo Nacional de Defensa y de negociar una paz con Franco, en vez de continuar la resistencia y alargar la contienda. El 16 de febrero de 1939, durante una reunión en el aeródromo de Los Llanos con el presidente Negrín y otros militares, dijo que disponía operativas tres escuadrillas de bombarderos "Natachas", dos escuadrillas de "Katiuskas" y 25 aviones tipo "Chato" o "Mosca".
El fracaso de las negociaciones le llevó a salir de la España republicana, marchando primero a Londres y más tarde a México, donde moriría en 1974.